# M.A.D.
M.A.D. （エム.エー.ディー.）は、日本のダンスユニットである。ジャニーズ事務所に所属するジャニーズJr.で構成される。また、本項では改名後の"MAD"（読み方は同じくエムエーディー）についても記載する。
ユニット名は「MUSICAL ACADEMY DANCING」の略。

## 概要
- 主にバックダンサーとして活動し、嵐やタッキー&翼、NEWSのコンサートツアーに参加するほか、少年隊主演の『PLAYZONE』や、堂本光一主演の『SHOCK』など、舞台にも出演する。
- 2008年11月11日[2]に江田剛、山本亮太、林翔太、高橋竜[注 1]の4人で「They武道」を結成[4]。
- 2011年にメンバーの越岡裕貴、松崎祐介、福田悠太、辰巳雄大は4人で「ふぉーゆー[5]」として独立[6]。野田優也、加藤幸宏、松本幸大、池田優が[7]「“MAD”」と名前を変えて活動するようになり[8]、「M.A.D.」は実質消滅。

## メンバー変遷
※ 名前は各五十音順
2000年夏（『ジャニーズジュニア名鑑 2000 SUMMER VOL.8』刊行時）
- 石田友一、大堀治樹、町田慎吾、福原一哉、良知真次

2001年春（『ジャニーズジュニア名鑑 2001 SPRING VOL.9』刊行時）
- 石田友一、島田直樹、中村翔、萩原幸人、森雄介、良知真次

『POTATO』2006年3月号発売時（全14人）
- 江田剛、野田優也、武内幸太朗、辰巳雄大、松崎祐介、福田悠太、越岡裕貴、藁谷亮太、池田優、前田俊宏T.J.、山本亮太、加藤幸弘、川村陵、林翔太

2007年夏
- 野田優也、武内幸太朗、加藤幸宏、川村陵、前田紘利T.J.（前田紘利）、松本幸大、林翔太、池田優、稲葉光、山下拓海
- 福田悠太・松崎祐介・辰巳雄大・越岡裕貴

2008年9月5・6日嵐ツアー時（全14人）

## 舞台
M.A.D.
- Endless SHOCK（2006年2月6日 - 3月29日、帝国劇場）福田・松崎・辰巳・越岡
- 滝沢演舞城（2006年3月7日 - 4月25日、新橋演舞場）
- PLAYZONE 2006 Change（2006年7月9日 - 8月5日、青山劇場）福田・松崎・辰巳・越岡・武内・加藤
- Endless SHOCK（2007年1月6日 - 2月28日、帝国劇場）福田・松崎・辰巳・越岡
- 青春デンデケデケデケ（2007年3月5日 - 13日、ル・テアトル銀座）福田・辰巳・越岡・川村
- PLAYZONE 2007 Change2Chance（2007年）福田・松崎・辰巳・越岡 他
- World's Wing 翼 Premium 2007（2007年10月3日 - 28日、日生劇場）福田・松崎・辰巳・越岡・山本・江田・小坂・福士・高橋・秋山
- Endless SHOCK（2008年1月6日 - 2月26日、帝国劇場）福田・松崎・辰巳・越岡
- 滝沢演舞城 '08 命（LOVE）（2008年4月2日 - 27日、新橋演舞場）福田・松崎・辰巳・越岡・山本・江田
- PLAYZONE FINAL 1986-2008〜SHOW TIME Hit Series〜 Change（2008年7月6日 - 8月8日、青山劇場 / 8月26日 - 31日、梅田芸術劇場）山本・加藤・武内・川村・前田
- World's Wing 翼 Premium 2008（2008年10月3日 - 28日、日生劇場）越岡・福田・辰巳・松崎・江田・林・松本・池田
- Endless SHOCK（2009年2月5日 - 3月30日、帝国劇場）福田・松崎・辰巳・越岡
- 滝沢演舞城 '09 タッキー&Lucky LOVE（2009年3月29日 - 4月25日、新橋演舞場）福田・松崎・辰巳・越岡
- PLAYZONE2009〜太陽からの手紙〜（2009年7月11日 - 8月9日、青山劇場 / 8月21日 - 26日、梅田芸術劇場）野田・武内・加藤・川村・前田・松本・池田・小野寺
- Endless SHOCK（2010年2月14日 - 3月30日・7月4日 - 31日、帝国劇場）福田・松崎・辰巳・越岡
- 滝沢歌舞伎 -TAKIZAWA KABUKI-（2010年4月4日 - 5月8日、日生劇場）福田・松崎・辰巳・越岡・武内・小野寺・野田・加藤・池田・川村・前田・松本
- PLAYZONE 2010 〜ROAD TO PLAYZONE〜（2010年7月9日 - 8月1日、青山劇場 / 8月14日 - 22日、梅田芸術劇場）
- Endless SHOCK（2011年2月5日 - 3月10日、帝国劇場）福田・松崎・辰巳・越岡
- 滝沢歌舞伎 2011（2011年4月8日 - 5月8日、日生劇場）

"MAD"
- PLAYZONE'11 SONG & DANC'N.（2011年7月8日 - 8月7日、青山劇場 / 8月19日 - 21日、中日劇場 / 8月28日 - 31日、梅田芸術劇場）加藤・野田・池田・松本
- 滝沢歌舞伎 2012（2012年4月8日 - 5月6日、日生劇場）池田・野田・松本
- PLAYZONE'12 SONG & DANC'N。PARTII。（2012年7月9日 - 8月11日、青山劇場）
- 滝沢演舞城 2013（2013年4月7日 - 5月12日、新橋演舞場）池田・松本
- PLAYZONE'13 SONG & DANC'N。PARTIII。（2013年7月3日 - 8月10日、青山劇場）池田・松本
- ANOTHER（2013年9月4日 - 28日、日生劇場）池田・松本
- 滝沢歌舞伎 2014（2014年3月6日 - 30日、博多座 / 4月7日 - 5月6日、新橋演舞場）池田・松本
- PLAYZONE→IN NISSAY（2014年1月6日 - 28日、日生劇場）池田・松本
- PLAYZONE 1986・・・2014★ありがとう！〜青山劇場★（2014年7月6日 - 8月9日、青山劇場）池田・松本
- ★さよなら!〜青山劇場★PLAYZONE 30YEARS★1232公演（2015年1月6日 - 22日、青山劇場）
- 滝沢歌舞伎 10th Anniversary（2015年4月8日 - 5月17日、新橋演舞場 / 8月18日 - 23日、マリーナ・ベイ・サンズグランドシアター）池田・松本
- ジャニーズ銀座 2015（2015年5月22日〔MADEらと合同公演〕、シアタークリエ）池田・松本